# Семёнов, Николай Николаевич
Никола́й Никола́евич Семёнов (3 [15] апреля 1896, Саратов — 25 сентября 1986, Москва) — русский и советский физико-химик и педагог, нобелиат, один из основоположников химической физики. Внёс существенный вклад в развитие химической кинетики.
Первый советский нобелевский лауреат, единственный советский лауреат Нобелевской премии по химии (1956).
Академик АН СССР (1932, членкор с 1929). Дважды Герой Социалистического Труда (1966 и 1976).

## Биография
Родился в Саратове 3 (15) апреля 1896 года. Отец, Николай Александрович Семёнов, был отставным офицером, позже чиновником, к концу жизни получившим чин статского советника. Мать, Елена Александровна, происходила из аристократической семьи: её отец Александр Дмитриевич Дмитриев был царскосельским служащим. По происхождению русский. Отец, выйдя с военной службы по желанию супруги, получил должность помощника делопроизводителя Саратовского удельного округа, в связи с чем родители в 1895 году переехали из Царского Села в Саратов. Мать была образованной женщиной, окончила Бестужевские курсы и преподавала математику. Николай был их первым ребёнком. На крестины мальчика в Саратов приехали не только родители супруги — Александр Дмитриевич и Вера Николаевна Дмитриевы, но и друг семьи Дмитриевых по Царскому Селу, уроженец Саратова — Николай Николаевич Бер, служивший в министерстве уделов.
В 1897 году Николай Александрович Семёнов занял должность управляющего Вольским удельным имением и семья переехала в село Широкий Буерак. Затем мать с детьми (Николаем и Ксенией, родившейся в 1898 году) поселились в Вольске, где Николай поступил в реальное училище. В это время зародился его интерес к химии.
В 1910 году отец получил должность ревизора Самарского удельного округа и семья переехала в Самару, где Николай в 1913 году окончил Самарское реальное училище. Его имя было увековечено на мраморной доске почёта училища. В шестом классе ему попались в руки две поразившие его книги Сванте Аррениуса и Якоба Вант-Гоффа. Впоследствии тридцативосьмилетний академик Семёнов в предисловии к «Цепным реакциям» — главному труду своей жизни — назовёт авторов этих книг «моими великими заочными учителями, книги которых заставили меня заняться физикой со специальной задачей научиться её применять к химическим проблемам». В седьмом классе его преподавателем физики стал выпускник физико-математического факультета Казанского университета Владимир Иванович Кармилов, поддержавший стремление Николая Семёнова посвятить свою жизнь науке и сохранивший тёплую дружбу с ним в последующие годы.
В июле 1913 года поступил на математическое отделение физико-математического факультета Петроградского университета. Для поступления в университет требовались базовые знания древних языков, которых в реальном училище не преподавали. Подготовившись за короткий срок (не без помощи Кармилова) он выдержал экзамен по древнему языку в 1-й Самарской мужской гимназии. Отец надеялся, что сын изберёт военную карьеру, поэтому его поступление в университет вызвало отчуждение между отцом и сыном, продолжавшееся несколько лет. Николай Семёнов уже со второго курса начал заниматься наукой под руководством Абрама Иоффе, выполнил несколько работ по ионизации атомов и молекул под действием электронного удара в газовых разрядах.
Окончил университет в 1917 году, получив диплом первой степени, и был оставлен при университете профессорским стипендиатом (аналог аспирантуры).
Весной 1918 года поехал к родителям в Самару на каникулы, где его застал мятеж Чехословацкого корпуса. В июне 1918 года власть в Самаре перешла к эсеровскому Комучу (Комитету членов Учредительного собрания). В июле Семёнов пошёл добровольцем в Народную армию Комуча, служил коноводом в артиллерийской батарее. Прослужив три недели, получил сообщение о тяжёлой болезни отца (который вскоре умер) и добился отпуска домой. В Самаре «устроил себе перевод во вновь формирующуюся Уфимскую батарею», однако по дороге к новому месту службы дезертировал и поехал в Томск, который был ближайшим к нему доступным по условиям войны университетским городом.
С сентября 1918 по март 1920 года (с перерывом) работал в Томском университете и Томском технологическом институте — в лаборатории кафедры физики, которую возглавлял профессор Борис Вейнберг. В сентябре 1919 года был мобилизован в белогвардейскую колчаковскую армию и попал сначала в Томский артиллерийский дивизион, а через месяц по ходатайству Вейнберга был переведён в радиобатальон и откомандирован в Технологический институт, где продолжил научные исследования. В декабре 1919 года Томск заняла Красная армия и радиобатальон перешёл в её состав.
В конце января 1920 года по ходатайству руководства Томского университета был уволен со службы в Красной армии и продолжил научно-преподавательскую работу.

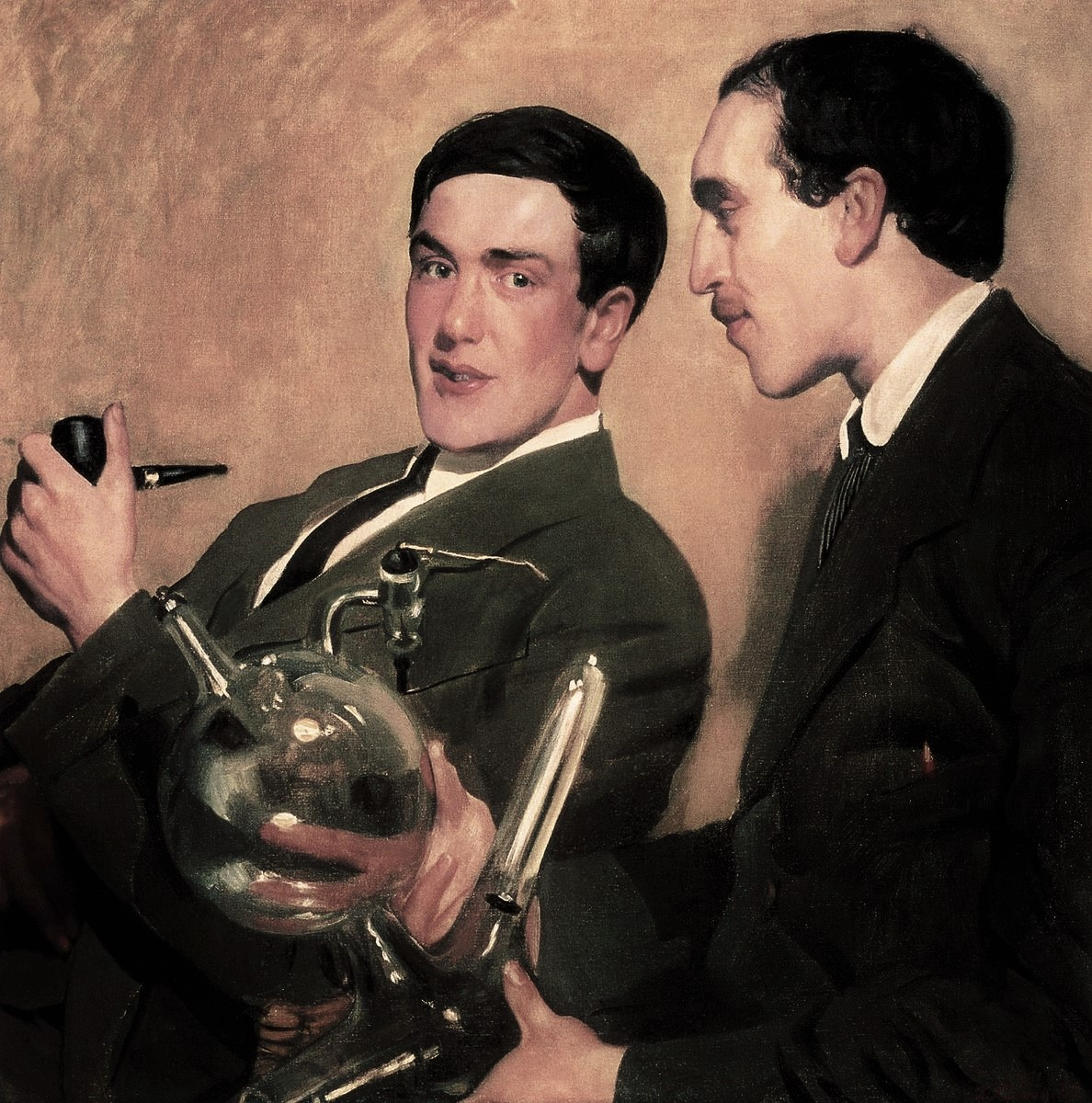
Борис Кустодиев. Портрет профессоров Капицы и Семёнова. 1921 год

В мае 1920 года вернулся в Петроград по приглашению Абрама Иоффе, занимавшегося созданием Физико-технического рентгенологического института, и возглавил лабораторию электронных явлений. В 1922 году назначен заместителем директора Физико-технического института (ФТИ).
С 1928 года по совместительству был профессором Ленинградского политехнического института, где работал до своего перевода в Москву. С 1928 по 1932 год — заместитель декана физико-механического факультета, инициатор организации в институте специализации по химической физике. С 1927 года — руководитель химико-физического сектора ФТИ, на базе которого в 1931 году основал Институт химической физики АН СССР — его бессменным директором был до конца жизни.
В 1929 году избран членом-корреспондентом, а в 1932 году — действительным членом Академии наук СССР.
В 1934 году опубликовал монографию «Химическая кинетика и цепные реакции», где обосновал существование механизма цепной или разветвлённой цепной реакции, отвечающего за многие химические процессы, включая реакцию полимеризации.
С началом Великой Отечественной войны в 1941 году был эвакуирован в Казань, где занимался проблемами горения и взрыва. В 1943 году вместе с Институтом химической физики вернулся из эвакуации в Москву.
С 1944 года стал преподавать в МГУ, где его приняли более чем прохладно — эту ситуацию в качестве отрицательного примера привёл Абрам Иоффе в письме четырёх академиков Вячеславу Молотову летом 1944 года. В 1944 году Семёнов организовал на химическом факультете Московского университета кафедру химической кинетики, которой он заведовал более 40 лет.
Совместно с Петром Капицей был одним из основателей Московского физико-технического института в 1946 году — создатель и научный руководитель факультета молекулярной и химической физики этого института.
В 1940-е — 1950-е годы участвовал в советском атомном проекте.
В 1947 году вступил в КПСС, являлся кандидатом в члены ЦК КПСС с 1961 по 1966 год, трижды избирался депутатом Верховного Совета СССР. 12 июня 1966 года был избран депутатом седьмого созыва от Стерлитамакского избирательного округа № 512, куда входили избиратели Ишимбая и Ишимбайского района.
В 1958 году Семёнов являлся XII Менделеевским чтецом. Занимал должности академика-секретаря Отделения химических наук АН СССР (1957—1971), Вице-президента АН СССР с 4 июля 1963 по 28 мая 1971 года. В 1960—1963 годах — председатель правления Всесоюзного просветительского общества «Знание», был сменён на этом посту Владимиром Кириллиным. С 1981 года — главный редактор журнала «Химическая физика». Активный участник движения учёных против угрозы ядерной войны.
Был в числе академиков АН СССР, подписавших в 1973 году письмо учёных в газету «Правда» с осуждением «поведения академика Андрея Сахарова». В письме Сахаров обвинялся в том, что он «выступил с рядом заявлений, порочащих государственный строй, внешнюю и внутреннюю политику Советского Союза», а его правозащитную деятельность академики оценивали как «порочащую честь и достоинство советского учёного».

Могила Семёнова на Новодевичьем кладбище Москвы

К научной школе Семёнова относится ряд крупных физиков и химиков: Яков Зельдович, Виктор Кондратьев, Юлий Харитон, Кирилл Щёлкин, Николай Эмануэль, Давид Франк-Каменецкий и другие.
Скончался 25 сентября 1986 года; похоронен на Новодевичьем кладбище в Москве. Автор надгробия — скульптор, заслуженный художник РСФСР Владимир Фёдоров.

## Научная деятельность
Основные научные достижения включают количественную теорию химических цепных реакций, теорию теплового взрыва, горения газовых смесей.
Первым вопросом, которым Семёнов начал заниматься ещё с 1916 года, была проблема ионизации газов. К началу 1920-х относится начало работы над механизмами пробоя диэлектриков, в результате которой была создана тепловая теория пробоя. Она легла в основу тепловой теории воспламенения (1928), получившей дальнейшее развитие в трудах по теории горения и теплового взрыва (конец 1930-х — начало 1940-х годов). Это позволило рассматривать такие процессы как распространение пламени, детонацию, горение взрывчатых веществ.
В 1920 году совместно с П. Л. Капицей рассчитал отклонение пучка парамагнитных атомов в неоднородном магнитном поле. Подобные опыты, проведённые в 1921 году О. Штерном и В. Герлахом, привели к представлению о пространственном квантовании. В 1924 году совместно с Ю. Б. Харитоном обнаружил критическую плотность и температуру конденсации. Позднее были обнаружены критические явления, задающие предел протекания химической реакции, в процессах окисления ряда веществ (1926—1928).
Наибольшую известность имеют работы Семёнова по теории цепных реакций — открытие им в 1928 году разветвлённых цепных реакций, характеризуемых экспоненциальным ускорением и последующим воспламенением. Тогда же (конец 1920-х — начало 1930-х годов) он показал радикальный механизм цепного процесса, обосновал все основные его черты — малая величина энергии активации, сохранение и увеличение числа свободных валентностей, роль стенок сосуда и примесей в обрыве цепи и т. д. Это открыло широкие перспективы для управления химическими процессами. В 1963 году совместно с А. Е. Шиловым установил роль энергетических процессов (за счёт передачи энергии от высокоэнергетичных продуктов начальным молекулам) в развитии цепных реакций при высоких температурах. За разработку теории цепных реакций в 1956 году Семёнов был удостоен Нобелевской премии по химии (вместе с Сирилом Хиншелвудом).
Н. Н. Семёнов — автор научного открытия «Явление энергетического разветвления цепей в химических реакциях», которое занесено в Государственный реестр открытий СССР под № 172 с приоритетом от 1962 года.
Семёнов усовершенствовал метод квазистационарных концентраций Боденштейна, который долгое время являлся практически единственной основой для проведения практических кинетических расчётов. Если в постановке Боденштейна приравнивались нулю скорости изменения количеств всех промежуточных частиц, то Семёнов указал, что это правило применимо только для частиц с высокой реакционной способностью (радикалы, ионы). Метод Боденштейна — Семёнова является первой попыткой разделения временных масштабов в математических моделях химической кинетики.
Ряд работ Семёнова посвящён исследованию каталитических процессов, он открыл ионно-гетерогенный тип катализа, построил теорию гетерогенного катализа (1955 год, совместно с В. В. Воеводским и Ф. Ф. Волькенштейном). Результаты исследований Семёнова, достигнутые в самых разных направлениях, нашли широкое применение на практике.

## Награды и премии

Бюст Семёнова в Саратове (ул. Астраханская / Вавилова)

- дважды Герой Социалистического Труда (14 апреля 1966; 14 апреля 1976)
- девять орденов Ленина (10 июня 1945; 29 октября 1949; 19 сентября 1953; 4 января 1954; 8 мая 1956; 14 апреля 1966; 20 июля 1971; 14 апреля 1976; 18 декабря 1981)
- орден Октябрьской Революции (14 апреля 1986)
- орден Трудового Красного Знамени (10 июня 1946)
- Ленинская премия (1976)
- Сталинская премия I степени (1941) — за научные работы: «Теория цепных реакций», опубликованную в 1936 году; «Тепловая теория горения и взрывов», опубликованную в 1940 году
- Сталинская премия (1949)
- Нобелевская премия по химии (1956)
- Большая золотая медаль имени М. В. Ломоносова (1969)
- Премия им. Д. И. Менделеева (1936) — за монографию «Цепные реакции»[источник не указан 506 дней]
- Почётный член Английского химического общества (1943)
- Почётный член Национального института наук Индии (ныне — Индийская национальная академия наук) (1954)
- Иностранный член Лондонского Королевского общества (1958)
- Член Германской академии естествоиспытателей «Леопольдина» (1959)
- Почётный член Венгерской академии наук (1961)
- Почётный член Нью-Йоркской академии наук (1962)
- Иностранный член Национальной академии наук США (1963)
- Почётный член Румынской академии наук (1965)
- Почётный доктор ряда вузов: Оксфордского (1960)[21], Брюссельского (1962), Лондонского (1965), Будапештского технического (1965) университетов, Миланского политехнического института (1964)

## Память

Памятник Семёнову Николаю Николаевичу на территории «МИФИ» город Москва

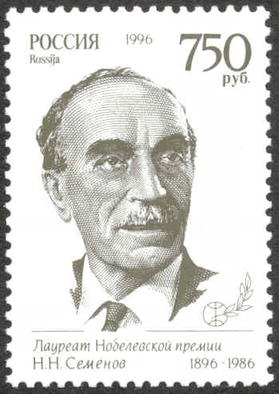
Марка России, 1996 год
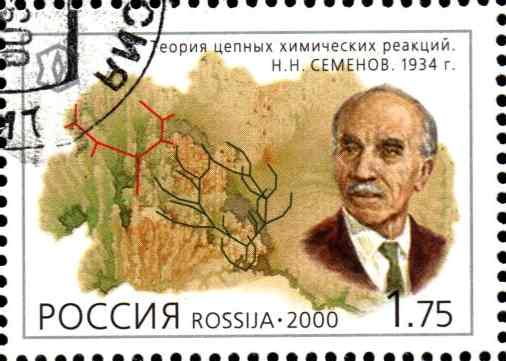
Марка России, 2000 год
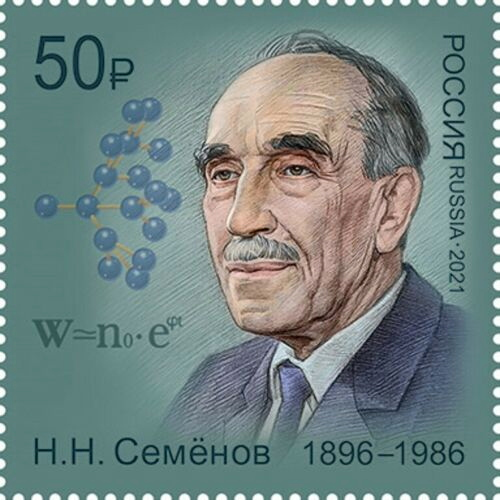
Марка России, 2021 год

- В 1990 году ИХФ РАН получил имя Н. Н. Семёнова
- 27 июля 1996 года одной из улиц в Юго-Западном административном округе города Москвы на территории района Южное Бутово было присвоено название: Улица Академика Семёнова
- В Саратове именем Семёнова названа одна из улиц
- В Тюмени именем Семёнова названа одна из улиц
- На доме в Москве по адресу Фрунзенская набережная, дом 24, где провёл свои последние годы жизни Семёнов, установлена мемориальная доска
- При Президиуме РАН работает Комиссия по разработке научного наследия академика Н. Н. Семёнова
- Лайнер Airbus A321 (VQ-BOI) авиакомпании «Аэрофлот» «Н. Семёнов»[22]
- 5 апреля 2019 года в Москве на территории Национального исследовательского ядерного университета «МИФИ» был установлен памятник работы скульптора Александра Миронова

## Публикации
«За всю свою жизнь Н. Н. опубликовал всего полсотни оригинальных статей и, как правило, в отечественных журналах. Если воспользоваться системой „объективной оценки“ работы Н. Н. по баллам, внедряемым сейчас в РАН Министерством образования и науки РФ, то Н. Н. оказался бы одним из самых „плохих“ сотрудников за всё время существования Института химфизики».— Манелис Г. Б. Химфизики. — Черноголовка: Редакционно-издательский отдел ИПХФ РАН, 2011. — С. 29—30.

### Книги
- Н. Н. Семёнов. Цепные реакции. — М.: Госхимтехиздат, 1934.
- Н. Н. Семёнов. О некоторых проблемах химической кинетики и реакционной способности. — 2-е изд. — М.: Изд-во АН СССР, 1958.
- Н. Н. Семёнов. Наука и общество: Статьи и речи. — М.: Наука, 1973.

### Статьи
- Н. Н. Семёнов. Потенциалы ионизации и потенциалы свечения газов и паров // Успехи физических наук. — Российская академия наук, 1923. — Вып. 4. — С. 449—478.
- Н. Н. Семёнов. Химия и электронные явления // Успехи физических наук. — Российская академия наук, 1924. — Вып. 6. — С. 357—381.
- Н. Н. Семёнов. О молекулярном пучке // Успехи физических наук. — Российская академия наук, 1925. — Вып. 1. — С. 57—79.
- Н. Н. Семёнов. Цепные реакции // Успехи физических наук. — Российская академия наук, 1930. — Т. X, вып. 2. — С. 191—223.
- Н. Н. Семёнов. Простейшие химические реакции // Успехи физических наук. — Российская академия наук, 1930. — Т. X, вып. 5. — С. 347—365.
- Н. Н. Семёнов. Газовые взрывы и теория цепных реакций // Успехи физических наук. — Российская академия наук, 1931. — Т. I, вып. 2. — С. 250—275.
- Н. Н. Семёнов. Тепловая теория горения и взрывов // Успехи физических наук. — Российская академия наук, 1940. — Т. XXIII, вып. 3. — С. 251—292.
- Н. Н. Семёнов. Тепловая теория горения и взрывов (окончание) // Успехи физических наук. — Российская академия наук, 1940. — Т. XXIV, вып. 4, № 8. — С. 433—486.
- Семёнов Н. Н. Основные вопросы современной теории гомогенного горения однородных газовых смесей // Известия АН СССР. Отделение технических наук. — 1953. — № 5. — С. 708—729.
- Семёнов Н. Н. Самовоспламенение и цепные реакции // Успехи химии. — 1967. — Т. 36. — № 1. — С. 3—33.
- Н. Н. Семёнов. Путь в науку // Успехи физических наук. — Российская академия наук, 1986. — Т. 148, вып. 4. — С. 727—728. — Выступление Н. Н. Семёнова на первом выпуске студентов физико-механического факультета Ленинградского политехнического института им. М. И. Калинина в 1924 г.
- Н. Н. Семёнов. Газовые взрывы и теория цепных реакций (переиздание статьи 1931 года) // Успехи физических наук. — Российская академия наук, 1993. — Т. 163, № 4. — С. 65—75. — Впервые опубликовано в УФН в сентябре 1931 г. (УФН 1931, т. 11, вып. 2, с. 250—275)

### Семья
Женился в 1921 году на Марии Исидоровне Борейша-Ливеровской (1879—1923), филологе-романисте и переводчице Данте, профессоре Петроградского университета; она была значительно старше Семёнова, у неё было четверо взрослых детей от первого брака. В 1923 году М. И. Ливеровская умерла от рака. В 1924 году Семёнов женился на её племяннице Наталье Николаевне Бурцевой, учительнице музыки. В этом браке родилось двое детей: сын Юрий (род. 1925) и дочь Людмила (род. 1928; преподаватель музыки, замужем за академиком В. И. Гольданским). В 1971 году, в день своего 75-летия Семёнов оставил свою жену, с которой прожил 48 лет, и ушёл к Лидии Щербаковой, одной из своих ассистенток. 